# Moma ludifica
Moma ludifica är en fjärilsart som beskrevs av Jan Sepp 1762. Moma ludifica ingår i släktet Moma och familjen Pantheidae. Inga underarter finns listade i Catalogue of Life.